# Cacicus cela
Il cacicco groppagialla (Cacicus cela (Linnaeus, 1758)) è un uccello della famiglia Icteridae. Questo uccello si riproduce in gran parte del Sud America settentrionale, da Panama e Trinidad, a sud, in Perù, Bolivia e Brasile centrale. Tuttavia, sono stati avvistati esemplari fino allo stato di Nayarit, in Messico.

## Descrizione

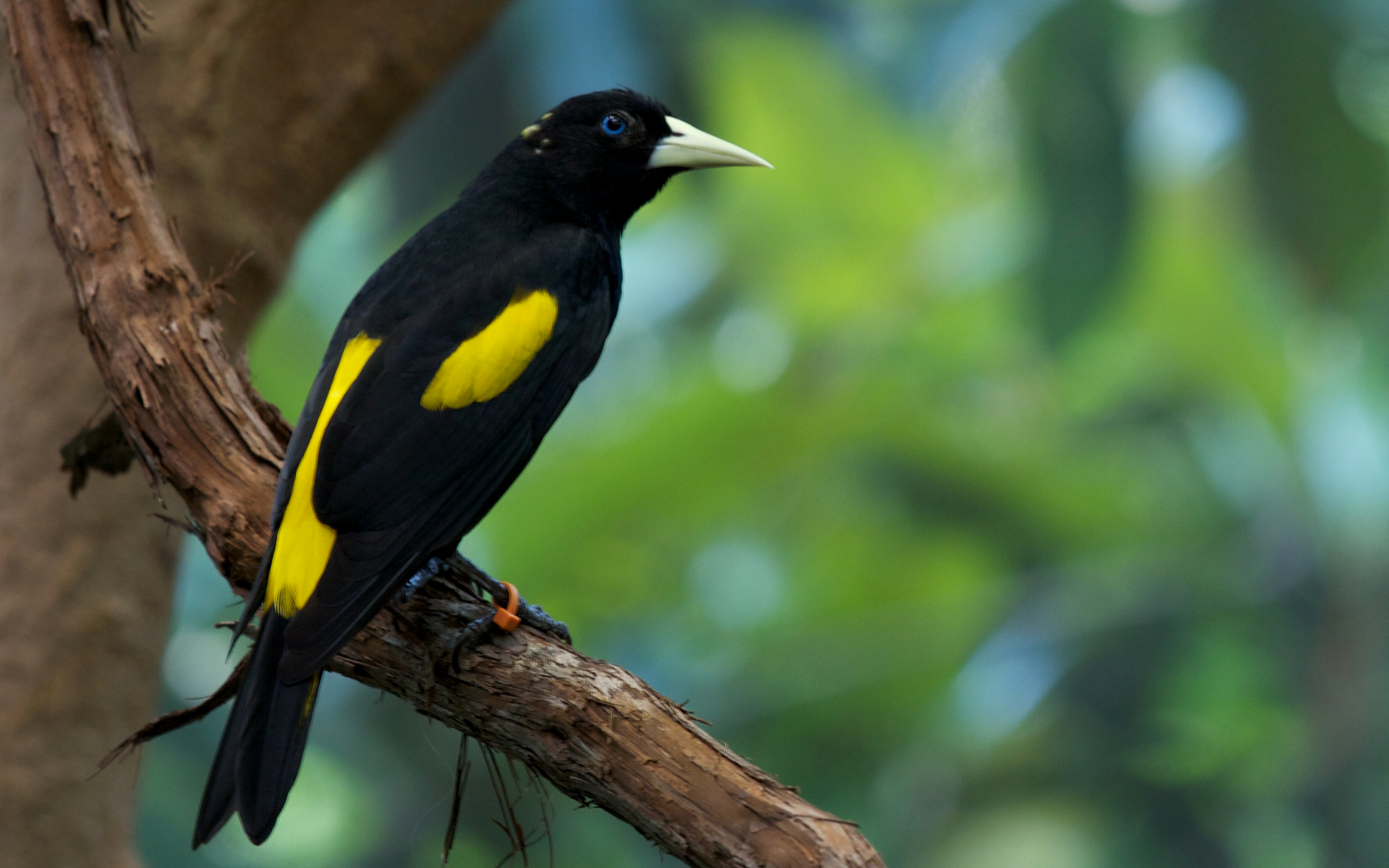
Un maschio, allo zoo di Cincinnati

I maschi sono in media lunghi circa 28 centimetri (11 pollici), per un peso di circa 104 grammi (3,7 once), mentre le femmina sono in media lunghe 23 centimetri (9,1 pollici), per un peso di circa 60 grammi (2,1 once). Il cacicco groppagialla è un uccello snello, con una lunga coda, occhi azzurri ed un becco a punta giallo pallido. Presenta principalmente un piumaggio nero, ad eccezione del dorso, della base della coda, il ventre e le "spalline" alari che sono giallo brillanti. Le femmine sono più nere dei maschi, ed i giovani somigliano alle femmine, ma hanno gli occhi scuri e la base del becco marrone.
Il canto del maschio è una brillante miscela di note flautate con schiamazzi, sibili e talvolta mimica di altri uccelli. Ci sono anche molti richiami vari ed una colonia attiva può essere udita da una distanza considerevole.

## Biologia

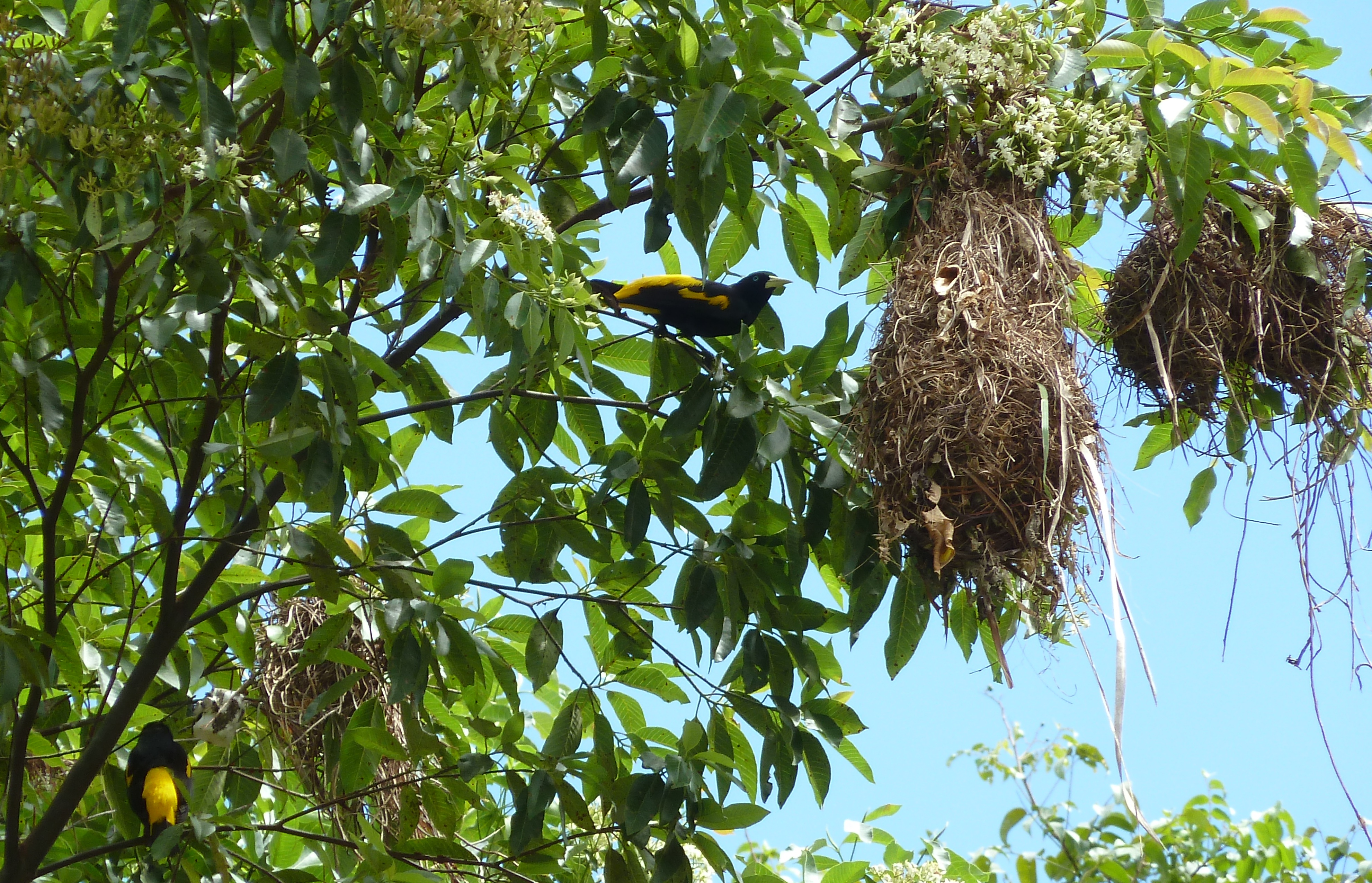
Nidi del cacicco groppagialla

Il cacicco groppagialla abita i boschi aperti o le piantagioni con grandi alberi. Questo uccello gregario si nutre di grandi insetti e frutta.
Nidifica in colonie, che possono contare fino a 100 nidi a forma di sacco su un solo albero, che di solito contiene anche un nido di vespe attivo. Le femmine costruiscono i nidi, covano e si prendono cura dei piccoli. Ogni nido è lungo circa 30–45 centimetri, allargandosi alla base ed è sospeso all'estremità di un ramo. Le femmine competono per i migliori siti, spesso vicino al nido di vespe che forniscono protezione da eventuali predatori. Una covata media è costituita da 2 uova blu chiaro o bianche con macchie scure. Le femmine iniziano a incubare dopo aver deposto il secondo uovo; la schiusa avviene dopo circa 13-14 giorni. I giovani impennano a 34-40 giorni di vita, solitamente un solo pulcino sopravvive per nido.

## Tassonomia
Il cacicco groppagialla ha tre sottospecie:
- Cacicus cela cela - A est delle Ande, dalla costa di Santa Marta della Colombia alla Bolivia centrale e al Brasile orientale;
- Cacicus cela vitellinus - Zona del Canale di Panama alla base della Sierra Nevada de Santa Marta e la valle centrale della Magdalena, in Colombia. Avvistato per la prima volta nella Serranía de las Quinchas il 17 gennaio 2006;[4]
- Cacicus cela flavicrissus - pendici delle Ande orientali dalla Provincia di Esmeraldas (Ecuador) alla Provincia di Tumbes (Perù);

Le ultime due sottospecie potrebbero in realtà rappresentare una specie separata, il cacicco groppa zafferano.

## Conservazione
Il cacicco groppagialla è una delle poche specie che ha beneficiato dalla deforestazione, che hanno creato un habitat più aperto che questa specie predilige. Secondo la classificazione della IUCN Non è considerato minacciato.
Nel folklore peruviano questa specie - come altri cacicchi e oropendole - è chiamata paucar, o - riferendosi solo a questa specie - paucarcillo ("piccolo paucar"). Secondo un racconto popolare di Moyobamba, questo uccello era originariamente un ragazzo che diffondeva voci e che indossava sempre pantaloni neri e una giacca gialla. Quando il ragazzo diffuse un'accusa contro una vecchia donna che era in realtà una fata travestita, lei lo trasformò in un rumoroso uccello errante. Si pensa che l'aspetto dell'uccello sia di buon auspicio.